# Acarbosa
La acarbosa o acarbose es un oligosacárido que se obtiene del Actinoplanes utahensis utilizado como medicamento para tratar la diabetes mellitus tipo 2 y, en algunos países para tratar la prediabetes. Es un inhibidor de la alfa-glucosidasa, una enzima entérica que libera la glucosa a partir de hidratos de carbono complejos.

## Farmacocinética
Tras una dosis oral de acarbosa marcada con 14C, un 35% de la radiactividad total (suma de la sustancia inhibidora y de los productos de degradación) se excretó por vía renal en 96 horas, puede suponerse que el grado de absorción se sitúa como mínimo en este rango. Su biodisponibilidad es inferior al 2%. La semivida plasmática de eliminación es de unas 10 horas (fase de eliminación) y la excreción es fundamentalmente por heces (51%) mientras que en orina es de un 1,7% de la dosis administrada.

## Farmacodinámica

### Mecanismo de acción.
La acarbosa inhibe las enzimas glucósido hidrolasas, necesarias para digerir los hidratos de carbono: específicamente las enzimas alfaglucosidasa en el borde en cepillo de los enterocitos del intestino delgado y la alfa-amilasa pancreática.
La alfa-amilasa pancreática hidroliza almidones complejos en oligosacáridos en la luz del intestino delgado, mientras que en la superficie interna del intestino (borde en cepillo) la alfaglucosidasa hidroliza oligosacáridos, trisacáridos y disacáridos en glucosa y otros monosacáridos en el intestino delgado.

### Efectos
La inhibición de estos sistemas enzimáticos reduce la tasa de digestión de los carbohidratos complejos. Ello conduce a un retraso dosis-dependiente en la digestión de estos hidratos de carbono. Aún más importante, la glucosa derivada de los hidratos de carbono se libera y pasa a la sangre más lentamente. De esta forma, la acarbosa retrasa y reduce el aumento posprandial de glucosa en sangre. En los pacientes diabéticos, el efecto a corto plazo de estos fármacos es la reducción de las fluctuaciones de la glucosa en sangre durante el día con lo que los valores medios de glucosa en sangre disminuyen. A largo plazo consigue una pequeña reducción de la hemoglobina glicosilada.

### Interacciones
Dado que prácticamente no se absorbe, las interacciones de interés se presentarán en la luz intestinal, no habiendo descritas interacciones con los alimentos.
| Fármacos que interaccionan con la acarbosa., | |
| Fármaco.                                     | Resultados de la interacción.                                                                       |
| Antiácidos.                                  | Interacciones teóricas farmacocinéticas.                                                            |
| Colestiramina.                               | Posible potenciación.                                                                               |
| Digoxina.                                    | Reduce la concentración plasmática.                                                                 |
| Neomicina.                                   | Potencia el efecto hipoglucemiante de la acarbosa. Aumenta los efectos adversos gastrointestinales. |
| Pancreatina.                                 | Posible antagonismo.                                                                                |
| Adsorbentes intestinales.                    | Posible antagonismo.                                                                                |
| Corticosteroides.                            | Disminuyen el efecto hipoglucemiante.                                                               |
| Progestágenos.                               | Disminuyen el efecto hipoglucemiante.                                                               |
| Testosterona.                                | Potencia el efecto hipoglucemiante.                                                                 |

Uso clínico 
Para que la acarbosa disminuya la digestión de carbohidratos complejos, la droga debe tomarse al empezar a comer en las principales comidas. Por otra parte, la cantidad de hidratos complejos en la comida determina la eficacia de la acarbosa en la disminución de la hiperglucemia postpandrial. Los adultos deben tomar una dosis de 25-50 miligramos, tres veces al día.

### Indicaciones
Diabetes tipo 2, cuando la dieta no es suficiente. Sola o asociada a otros antidiabéticos orales como la metformina o las sulfonilureas.
La administración de 100 mg de acarbosa diarios se asocia a una reducción en eventos cardiovasculares y un menor riesgo de desarrollar hipertensión arterial, probablemente debido a su efecto de reducir la masa corporal en pacientes con intolerancia a la glucosa.

### Efectos adversos
Para la valoración de las reacciones adversas (RAM) se tendrán en cuenta los criterios de la CIOSM.
| Reacciones adversas a la Acarbosa |                 |                                                   |
| Sistema implicado.                | Grupo CIOSM.    | Tipo de reacción.                                 |
| Aparato Digestivo                 | Muy frecuentes. | Flatulencia.                                      |
|                                   | Frecuentes.     | Diarrea,dolores gastrointestinales y abdominales. |
|                                   | Infrecuentes.   | Náuseas, vómitos, dispepsia.                      |
| Alteraciones hematológicas.       | Muy raras.      | Trombocitopenia.                                  |
| Reacciones hepáticas.             | Infrecuentes.   | Aumento pasajero de las enzimas hepáticas.        |
|                                   | Raras.          | Ictericia.                                        |

Posee un efecto antihiperglucemiante pero, por sí solo, no origina hipoglucemia.
Si un paciente que toma acarbosa sufre un episodio de hipoglucemia, el paciente debe comer algo que contenga monosacáridos, como comprimidos de glucosa.

### Contraindicaciones
No debe administrarse durante el embarazo puesto que no se dispone de información procedente de estudios clínicos sobre su uso en mujeres embarazadas.
En animales de laboratorio se ha demostrado que pasa a leche materna. Dado que no se ha demostrado su inocuidad en lactantes se desaconseja su uso en estas circunstancias.